# Valletta Waterfront
Valletta Waterfront (malt. Xatt ta' Pinto) – jest to esplanada we Florianie na Malcie; cechują ją trzy widoczne budowle: kościół w centrum, Pinto Stores (Składy Pinto) lub Pinto Wharf (Nabrzeże Pinto) po lewej, oraz Forni Stores (Składy Forni) lub Forni Shopping Complex (Kompleks handlowy Forni) po prawej. Budynki oryginalnie były składami i magazynami, zbudowanymi w XVIII wieku. Ich projekt przypisywany jest Andrei Belliemu. Teren ten jest obecnie centrum maltańskiej firmy statków wycieczkowych Forni Cruise Passenger Terminal; mieszczą się tam też liczne bary, sklepy i restauracje. W okolicy tej odbywają się liczne koncerty i inne wydarzenia artystyczne.

## Historia
W roku 1752 Wielki Mistrz Manuel Pinto da Fonseca znacznie rozbudował ówczesną Valletta Marina, stawiając tam 19 dużych składów i kościół. Budowle te, zaprojektowane w stylu barokowym, przypisywane są Andrei Belliemu.

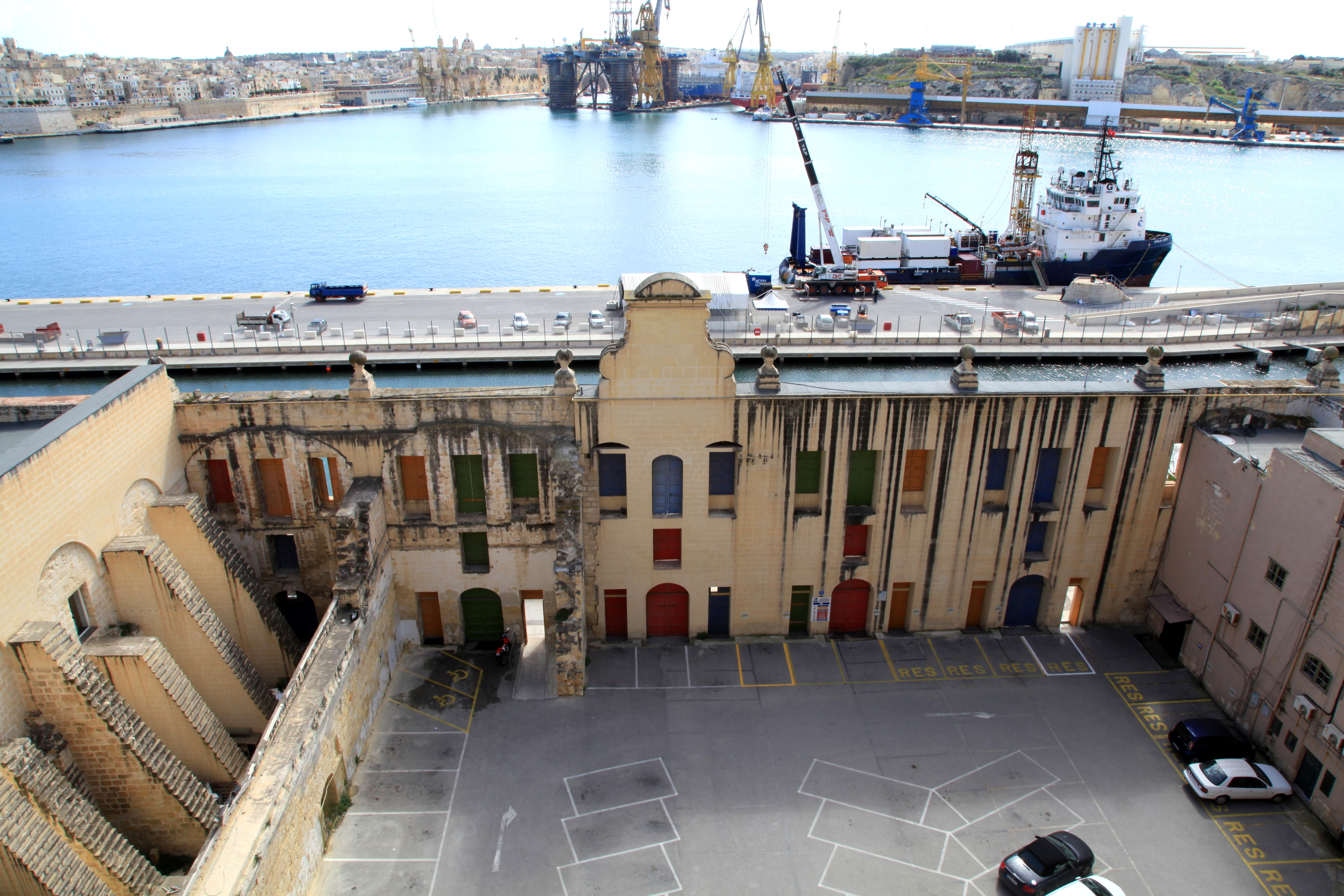
Parking samochodowy poza odbudowanymi fasadami

Teren został w czasie II wojny światowej mocno zniszczony przez bombardowanie, a to z powodu bliskości Malta Dockyard oraz brytyjskich okrętów w Grand Harbour. Niektóre z magazynów uległy wtedy całkowitemu zburzeniu.
Teren został gruntownie odrestaurowany i odnowiony. Fasady niektórych budynków, które zostały całkowicie lub częściowo zniszczone w czasie II wojny światowej, odbudowano, pomijając wnętrze. Na terenie za tymi przebudowanymi elewacjami znalazł miejsce parking. Drzwi budynków malowane są w różnych kolorach, symbolizujących różne rodzaje towarów, które kiedyś były w nich przechowywane; niebieski oznacza, że w składzie przechowywane były ryby, zielony - produkty rolne, żółty - pszenica, a czerwony - wino.

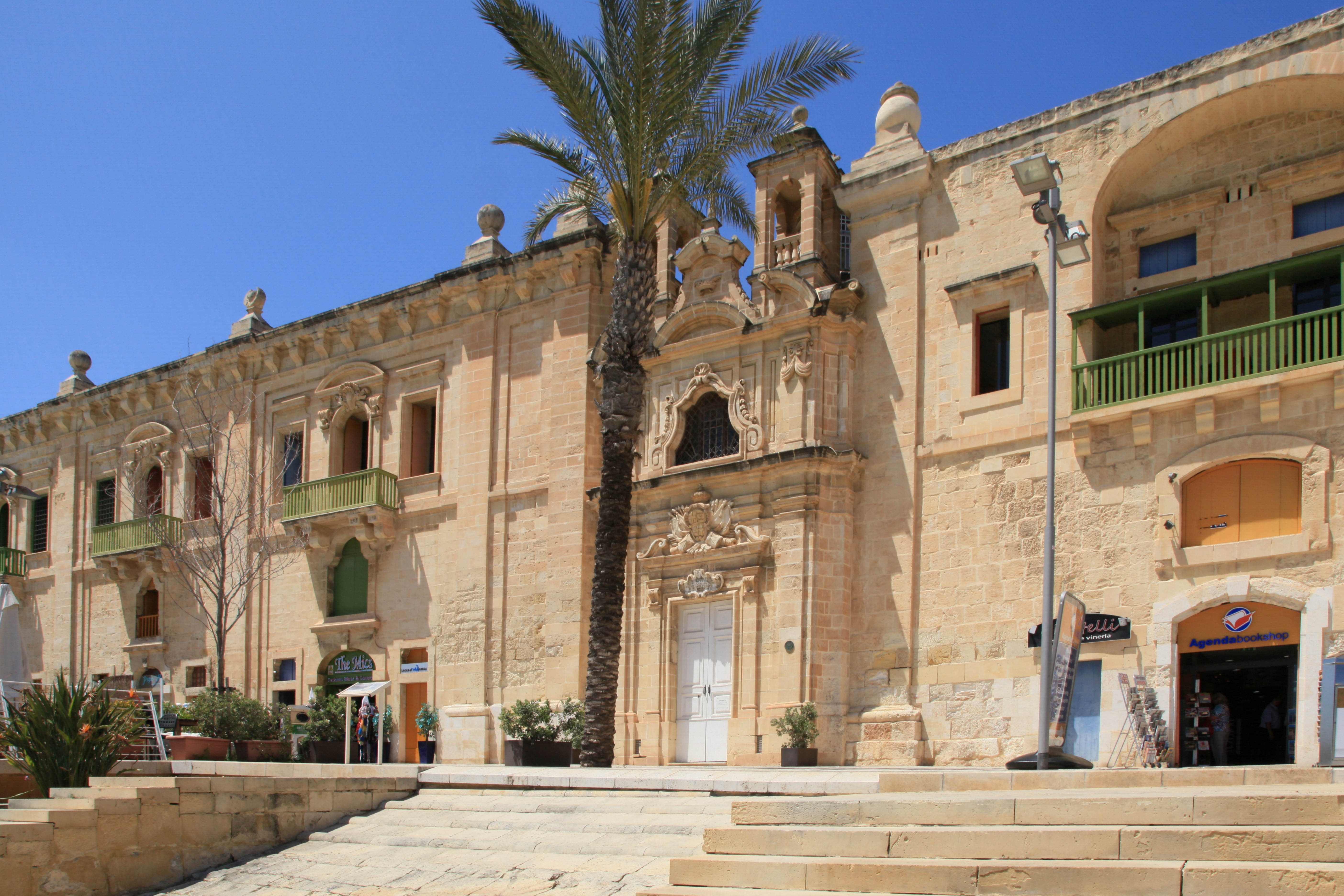
Kościół Ucieczki Świętej Rodziny do Egiptu

Valletta Waterfront prowadzony jest przez prywatne konsorcjum, nadzorujące działalność maltańskich wycieczkowych linii żeglugowych. Na nabrzeżu znajduje się około 12 restauracji, bary oraz punkty sprzedaży detalicznej. Na tym i pobliskim terenie odbywają się liczne imprezy kulturalne i rozrywkowe, jak np. Malta Jazz Festival, Malta International Fireworks Festival czy Perfect Wedding Fair.
Kościół Ucieczki Świętej Rodziny do Egiptu został zbudowany w roku 1752, równocześnie z sąsiednimi budynkami magazynów. W czasie II wojny światowej w wyniku bombardowań uległ pewnym uszkodzeniom. Uszkodzone części zostały później wiernie odtworzone, a całość odrestaurowana. W kościele celebrowana jest msza św. w soboty wieczorem.
Pinto Stores zostały wpisane na „Antiquities List of 1925”, są zabytkiem narodowym 1. klasy oraz są umieszczone na liście National Inventory of the Cultural Property of the Maltese Islands (NICPMI).

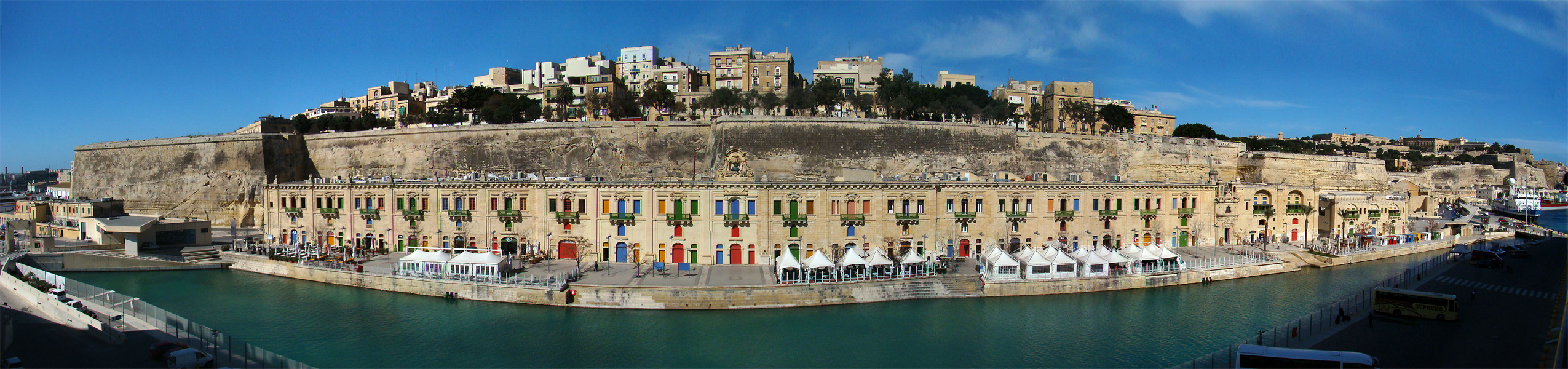
Widok Valletta Waterfront (Pinto Stores) we Florianie